# 硼鋁石
硼鋁石（Jeremejevite）是一種鋁和硼的氟化物聚合礦物，屬硼酸鹽礦物，非常極度罕見，化學代號Al6B5O15(F,OH)3。
首度於1883由Mt. Soktui, Nerschinsk發現於西伯利亞Adun-Chilon山區，並由蘇聯礦學家Pavel Vladimirovich Eremeev（1830–1899）命名。
通常夾藏於花崗岩和偉晶岩之間同電氣石、鈉長石、石英等一起參雜。已知礦區僅在帕米爾高原的塔吉克段和非洲納米比亞、德國艾菲爾山三處若干小礦坑。

## 参考资料

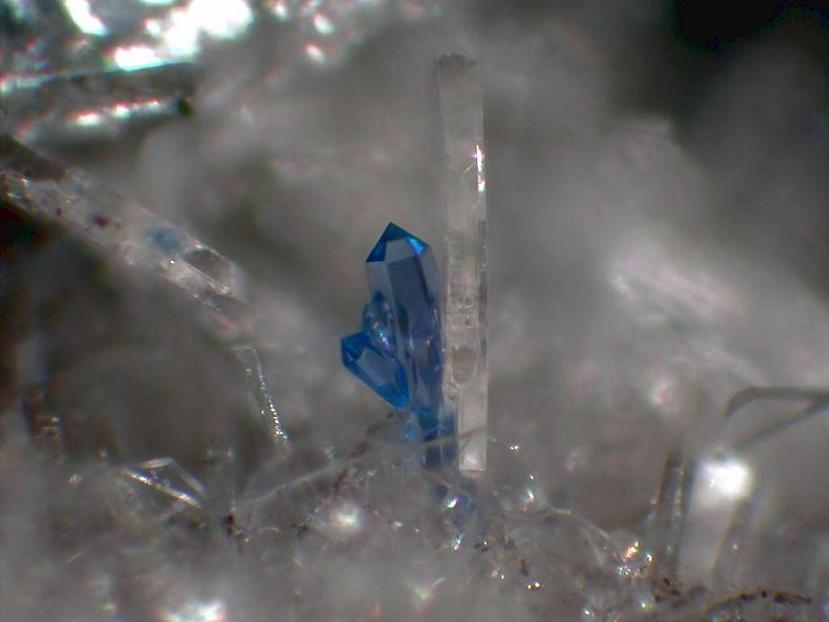
藍色 1.5 mm大小的硼鋁石